# Lysmata vittata
Lysmata vittata es una especie de camarón nativa del Indo-Pacífico desde África Oriental hasta Filipinas, Japón, Australia y Nueva Zelanda.
Lysmata vittata ha sido sugerida como una especie de camarón más limpia en acuicultura. Se ha demostrado que esta especie elimina con éxito diferentes especies de parásitos del mero Epinephelus coioides, así como de las etapas de vida libre de Cryptocaryon irritans. De las cuatro especies de camarón claro que se compararon, fue la más eficaz para reducir el número de parásitos.